# Villerserine
Villerserine ist eine kleine französische Gemeinde mit 34 Einwohnern (Stand 1. Januar 2022) im Département Jura in der Region Bourgogne-Franche-Comté. Sie gehört zum Arrondissement Dole und zum Kanton Bletterans. Die Bewohner nennen sich Villersenians oder Villersenianes.
Die Nachbargemeinden sind Brainans im Westen und Norden, Tourmont im Norden und Osten, Saint-Lothain im Süden sowie Bersaillin im Südwesten.

## Bevölkerungsentwicklung
| Jahr                       | 1962 | 1968 | 1975 | 1982 | 1990 | 1999 | 2008 | 2017 |
| -------------------------- | ---- | ---- | ---- | ---- | ---- | ---- | ---- | ---- |
| Einwohner                  | 59   | 53   | 47   | 46   | 45   | 42   | 40   | 51   |
| Quellen: Cassini und INSEE |      |      |      |      |      |      |      |      |

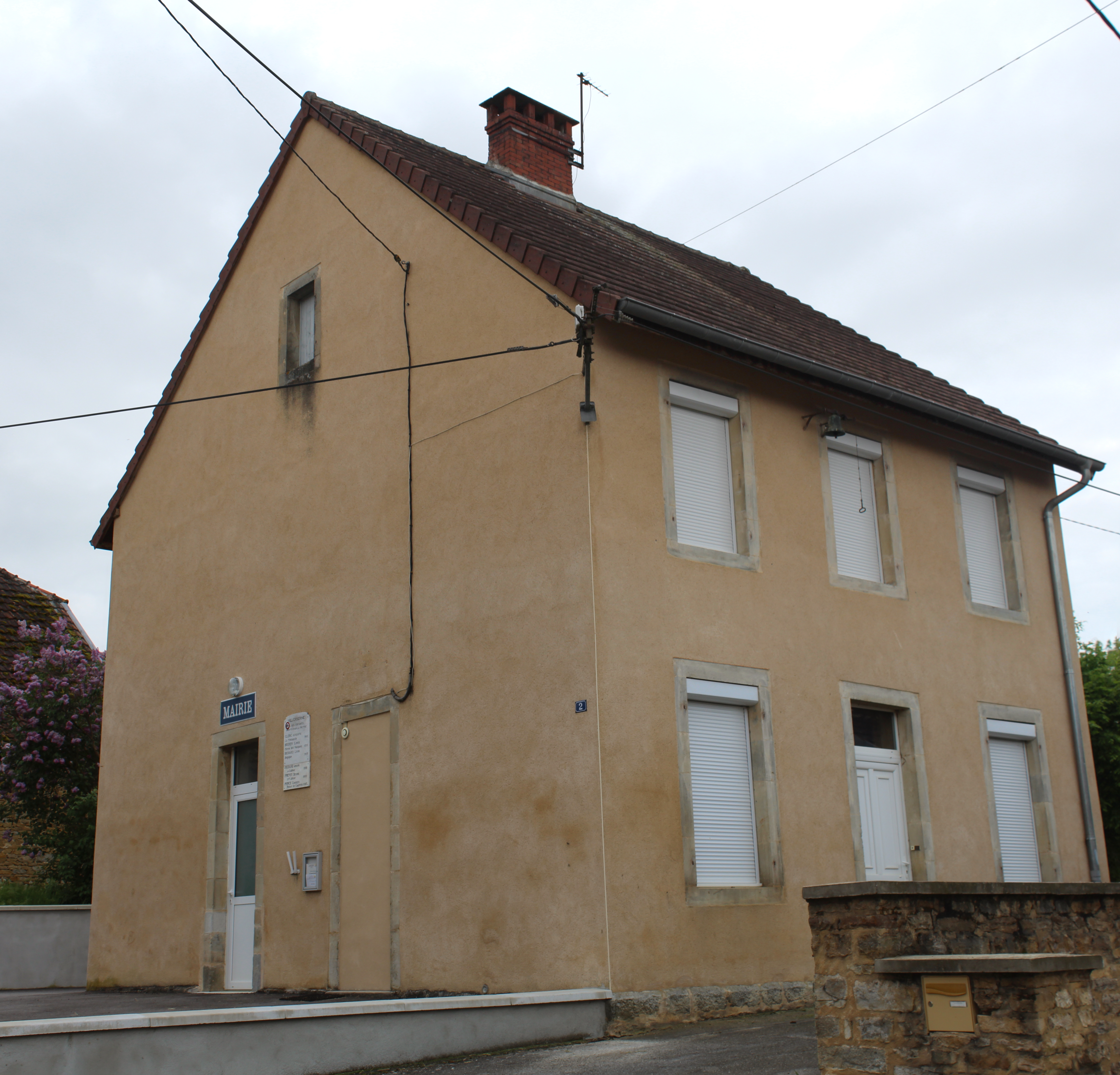
Mairie Villerserine
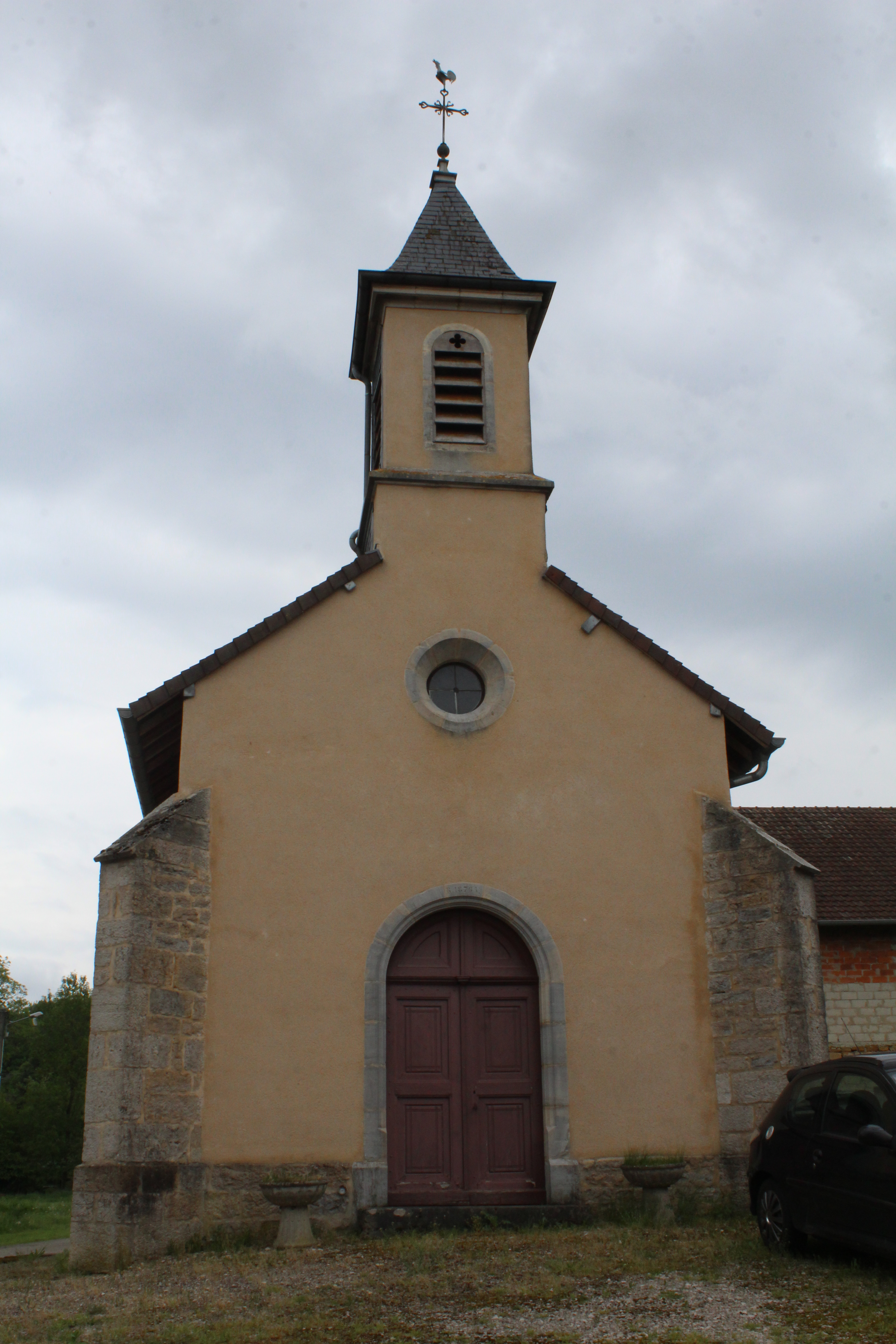
Kirche Saint-Nicolas